# Sid Rogell
Sid Rogell (* 16. Januar 1900 in Saint Joseph, Missouri; † 15. November 1973 in Los Angeles, Kalifornien) war ein US-amerikanischer Filmproduzent, Filmschaffender und Produktionsmanager, der 1948 für den Dokumentarfilm Design for Death mit einem Oscar ausgezeichnet wurde.

## Leben
Rogell startete seine Karriere in der Filmindustrie in den frühen 1920er-Jahren in verschiedenen Positionen bei Warner Bros. Im Jahr 1925 Jahr trat er in einer kleinen Rolle unter der Regie seines Bruders Albert S. Rogell (1901–1988) als Schauspieler in der Komödie Cyclone Cavalier auf. Es blieb sein einziger Einsatz als Schauspieler. Für RKO Pictures war er in erster Linie als Ausführender Produzent und Leiter der B-Abteilung im Einsatz. Er war dafür bekannt, dass er nicht nur auf strikte Einhaltung der Drehpläne beharrte, sondern in gleicher Weise auch über das Budget wachte. Überliefert ist, dass er einem Regisseur, der dem Drehplan zwei Tage hinterherhinkte, das Drehbuch aus den Händen nahm, eine Handvoll Seiten herausriss, und es ihm mit den Worten, dass er nun zwei Tage voraus sei, zurückgab. Rogell arbeitete im Laufe seiner Filmkarriere auch für das Filmstudio 20th Century Fox.
Seinen ersten Film als Produzent drehte er 1932 an der Seite von Leon Schlesinger, den romantischen Western Ride Him, Cowboy mit John Wayne in der Hauptrolle. Diese Konstellation war in den darauffolgenden Filmen Die Große Stampede (1932), Haunted Gold (1932), The Telegraph Trail (1933), Abrechnung in Sonora (1933) und The Man from Monterey (1933) exakt dieselbe. In dem Abenteuerfilm Fog von 1933 arbeitete Rogell mit seinem Bruder Albert zusammen, der die Regie im Film innehatte. Das war auch der Fall in dem dann folgenden Filmdrama The Hell Cat (1934), in dem Sid Rogell erstmals als alleiniger Produzent auftrat. Diese Zusammenarbeit der Brüder wiederholte sich in dem Filmdrama Among the Missing von 1934.
Für den Film noir Murder, My Sweet agierte Rogell neben Adrian Scott als Produzent. Der Film basiert auf dem Kriminalroman Farewell, My Lovely (früher Betrogen und gesühnt) von Raymond Chandler und ist der erste Filmauftritt von Chandlers Figur Philip Marlowe. Murder, My Sweet zählt neben Die Spur des Falken, Laura und Frau ohne Gewissen zu den frühen und wegbereitenden Vertretern des Film noir. In dem Western West of the Pecos von 1945 mit Robert Mitchum und Barbara Hale teilte sich Rogell die Verantwortung für die Produktion mit Herman Schlom. Das Drehbuch basiert auf einem Roman von Zane Grey. In dem Film noir über den berühmten Detektiv Dick Tracy arbeitete Rogell 1945 erneut mit Schlom zusammen. Auch das Action-Abenteuer Sunset Pass (1946), wiederum von Rogell und Schlom produziert, basiert auf einem Roman von Zane Grey. Die Kriegsromanze The Bamboo Blonde (1946) mit Frances Langford wurde ebenfalls von dem Gespann Rogell/Schlom produziert. Das Drehbuch basiert auf Wayne Whittaker Geschichte Chicago Lulu. Im selben Jahr widmeten sich Rogell und Schlom erneut Dick Tracy in dem Actionfilm Dick Tracy vs. Cuebal. Morgan Conway spielte abermals die Hauptrolle. Auch in dem Filmdrama The Devil Thumbs a Ride (1947) mit Lawrence Tierney ergab sich wiederum eine Zusammenarbeit von Rogell und Schlom. Ein weiterer gemeinsamer Film des Duos war das Kriminaldrama Born to Kill (1947) von Robert Wise wiederum mit Lawrence Tierney sowie mit Claire Trevor. Ein Film, der von Film-noir-Enthusiasten geliebt wird.
Für den 1947 produzierten Dokumentarfilm Design for Death wurde Rogell 1948 zusammen mit Theron Warth und Richard Fleischer mit einem Oscar in der Kategorie „Bester Dokumentarfilm“ ausgezeichnet. Ein weiterer Film noir schloss sich an, den Rogell zusammen mit Jack J. Gross produzierte, Don Siegels Die rote Schlinge (1949), wiederum mit Robert Mitchum sowie mit Jane Greer. In dem Kriminaldrama On Dangerous Ground arbeitete Rogell mit John Houseman zusammen. Der von Robert Ryan verkörperte Polizist Jim Wilson soll diszipliniert werden und wird in eine schneebedeckte Stadt in den Bergen versetzt, wo er dem örtlichen Sheriff helfen soll, einen Mord aufzuklären. Die weibliche Hauptrolle ist mit Ida Lupino besetzt. Im Jahr 1952 war Rogell noch an dem Abenteuerfilm Die Söhne der drei Musketiere sowie dem Actiondrama The Pace That Thrills als Ausführender Produzent beteiligt, und 1959 an George Stevens Literaturverfilmung Das Tagebuch der Anne Frank mit Millie Perkins in der Titelrolle.
Nachdem Rogell, der von 1938 bis zu seinem Tod 1973 mit der Schauspielerin June Clayworth verheiratet war, seine Tätigkeit beim Film beendet hatte, fungierte er als Präsident der Pacific Title and Art Co. Mit seiner Frau zusammen hatte er ein Kind.

## Filmografie (Auswahl)
als Produzent
- 1932: Ride Him, Cowboy
- 1932: Die Große Stampede (The Big Stampede)
- 1932: Haunted Gold
- 1933: The Telegraph Trail
- 1933: Abrechnung in Sonora (Somewhere in Sonora)
- 1933: The Man from Monterey
- 1934: The Hell Cat
- 1934: Among the Missing
- 1934: Der Weg ins Verderben (Fugitive Lady)
- 1935: Death Flies East
- 1936: You May Be Next!
- 1936: Roaming Lady
- 1944: The Falcon in Hollywood
- 1944: Murder, My Sweet
- 1944: Nevada
- 1944: Mademoiselle Fifi
- 1945: What a Blonde
- 1945: Betrayal from the East
- 1945: Pan-Americana
- 1945: Zombies on Broadway
- 1945: Those Endearing Young Charms
- 1945: The Brighton Strangler
- 1945: Wanderer of the Wasteland
- 1945: The Falcon in San Francisco
- 1945: Radio Stars on Parade
- 1945: Mama Loves Papa
- 1945: West of the Pecos
- 1945: Sing Your Way Home
- 1945: A Game of Death
- 1945: Dick Tracy
- 1945: Deadline at Dawn
- 1946: The Truth About Murder
- 1946: The Falcon’s Alibi
- 1946: Ding Dong Williams
- 1946: Sunset Pass
- 1946: The Bamboo Blonde
- 1946: Step by Step
- 1946: Child of Divorce
- 1946: Genius at Work
- 1946: Criminal Court
- 1946: Dick Tracy vs. Cueball
- 1946: Vacation in Reno
- 1946: The Falcon’s Adventure
- 1946: San Quentin
- 1947: Design for Death (Dokumentarfilm)
- 1947: Beat the Band
- 1947: The Devil Thumbs a Ride
- 1947: Born to Kill
- 1947: The Judge Steps Out
- 1948: Mystery in Mexico
- 1948: Bodyguard
- 1948: Gun Man
- 1949: Die rote Schlinge (The Big Steal)
- 1949: Strange Bargain
- 1949: The Woman on Pier 13 (dt. Titel Ich heiratete einen Kommunisten)
- 1949: A Dangerous Profession
- 1950: Hölle am weißen Turm (The White Tower)
- 1950: Born to Be Bad
- 1950: Endstation Mord (Gambling House)
- 1951: The Company She Keeps
- 1951: Die Ehrgeizige (Payment on Demand)
- 1951: My Forbidden Past
- 1952: On Dangerous Ground
- 1952: Die Söhne der drei Musketiere (At Sword’s Point)
- 1952: The Pace That Trills

Verschiedene Positionen
- 1925: Cyclone Cavalier (als Schauspieler)
- 1928: Zirkusleben (The Wagon Show; Geschäftsführer)
- 1930: Mountain Justice (als Produktionsmanager)
- 1930: Song of the Caballero (als Produktionsmanager)
- 1931: Millie (als Abteilungsleiter)
- 1934: Name the Woman (als Produktionsleiter)
- 1935: Atlantic Adventure (Aufsicht)
- 1935: Escape from Devil’s Island (Aufsicht)
- 1938: The Mad Miss Manton (als Produktionsleiter)
- 1941: Citizen Kane (Geländemanager und Ausführender Produzent)
- 1942: Der Glanz des Hauses Amberson (The Magnificent Ambersons; Geländemanager)
- 1944: A Night of Adventure (als Produktionsleiter)
- 1944: The Falcon in Mexico (als Produktionsleiter)
- 1944: Girl Rush (als Produktionsleiter)
- 1959: Das Tagebuch der Anne Frank (The Diary of Anne Frank; als Ausführender Produktionsmanager)

## Auszeichnung
- 1948: Oscargewinner für Design for Death,
zusammen mit Theron Warth und Richard Fleischer